# فيلي باركر (لاعب كرة قدم أمريكية أمريكي)
فيلي باركر (بالإنجليزية: Willie Parker)‏ هو لاعب كرة قدم أمريكية أمريكي، ولد في 28 ديسمبر 1948 في باي تاون في الولايات المتحدة.

## وصلات خارجية
- فيلي باركر (لاعب كرة قدم أمريكية أمريكي) على موقع مرجع كرة القدم المحترفة.كوم (الإنجليزية)